# Girolamo Napoleone Bonaparte II
Girolamo Napoleone II Bonaparte (Baltimora, 5 novembre 1830 – Pride's Crossing, 3 settembre 1893) è stato un militare statunitense.

## Biografia
Figlio di Girolamo Napoleone Bonaparte e di Susan May Williams (1812-1881). Studiò alla Accademia Militare statunitense di West Point (Classe 1852) e prestò servizio nei fucilieri a cavallo del Texas.
Si congedò dall'esercito americano per prestare servizio in quello francese del cugino Napoleone III. Combatté quindi in Algeria, nella guerra di Crimea (1853-1856), durante la quale raggiunse il grado di colonnello, nella seconda guerra italiana d'indipendenza (aprile-luglio 1859), e nella guerra franco-prussiana (19 luglio 1870-10 maggio 1871).
Alla fine di quest'ultima guerra si congedò dall'esercito francese per rientrare negli Stati Uniti d'America ove sposò Caroline Le Roy Appleton Edgar. Da Caroline ebbe due figli:
- Luisa Eugenia (1873-1923), andata sposa nel 1896 al conte Adam Carl von Moltke-Huitfeld (1864-1944) dal quale ebbe numerosi figli;
- Girolamo Napoleone Carlo (1878-1945), che sposò nel 1914 Blanche Pierce Stenbeigh, figlia di Edward and Emily Pierce di Newtonville nel Massachusetts, ed ex moglie di Harold Stenbeigh di Hewlett, nello stato di New York. La coppia non ebbe figli.

Morì a Pride's Crossing nel Massachusetts ed il suo corpo fu inumato nel Loudon Park Cemetery di Baltimora.

## Discendenza da Carlo Maria Bonaparte e Maria Letizia Ramolino
```
Carlo Maria Buonaparte
 (
1746
-
1785
) sposò 
Maria Letizia Ramolino
 (
1750
-
1836
)
       └──>
Giuseppe Bonaparte
 (
1768
-
1844
)
       └──>
Napoleone Bonaparte
 (
1769
-
1821
), 1º Imperatore dei 
Francesi

       └──>
Luciano Bonaparte
 (
1775
-
1840
)
       └──>
Elisa Bonaparte
 (
1777
-
1820
)
       └──>
Luigi Bonaparte
 (
1778
-
1846
)
       └──>
Paolina Bonaparte
 (
1780
-
1825
)
       └──>
Carolina Bonaparte
 (
1782
-
1839
)
       └──>
Girolamo Bonaparte
 (
1784
-
1860
) da 
Elizabeth Patterson Bonaparte
 (
1785
-
1879
):
                 └──> 
Girolamo Napoleone Bonaparte
 (1805-1870) che sposò Susan May Wiliams (1812-1881) 
                        ├──>Girolamo Napoleone Bonaparte II (
1830
-
1893
)
                        └──>
Carlo Giuseppe Bonaparte
 (
1851
-
1921
)
```